# تلمبه هجرت ۲
تلمبه هجرت ۲ یک منطقهٔ مسکونی در ایران است که در دهستان ریگان واقع شده‌است.